# Herbert William Pugsley
Herbert William Pugsley (ur. 24 stycznia 1868 w Bristolu, zm. 18 listopada 1947 w Wimbledonie) – brytyjski botanik.

## Elementy biografii
Z zawodu był urzędnikiem w księgowości brytyjskiej Marynarki Wojennej, gdzie pracował w latach 1886–1928. Studiował prywatnie na Uniwersytecie Londyńskim, gdzie w 1889 uzyskał licencjat. Podkreślano szerokość jego zainteresowań, oprócz botaniki zajmował się również entomologią. Większość swoich zbiorów zielnikowych zapisał w testamencie Muzeum Brytyjskiemu.

## Osiągnięcia naukowe

### Znaczenie w historii nauki
Zajmował się systematyką rodzajów Fumaria, Euphrasia, Narcissus i Hieracium, publikując o każdym z nich monografię. Z jego nazwiskiem związanych jest ponad 200 nazw i kombinacji, w tym kilkadziesiąt opisanych przezeń nowych gatunków jastrzębców.

### Wybrane publikacje
- A Revision of the Genus Fumaria and Rupicapnos (1919)[5]
- A Revision of the British Euphrasiae (1930)[6]
- A Monograph of Narcissus, subgenus Ajax (1933)[7]
- A Prodromus of the British Hieracia (1948)[8]

## Upamiętnienie
Na jego cześć nazwano endemiczny dla Szetlandów gatunek Hieracium pugsleyi P.D.Sell & C.West.